# Пајнблаф (Северна Каролина)
Пајнблаф (енгл. Pinebluff) град је у америчкој савезној држави Северна Каролина.

## Демографија
По попису из 2010. године број становника је 1.337, што је 228 (20,6%) становника више него 2000. године.
| Група             | 2000.       | 2010.         |
| Белци             | 988 (89,1%) | 1.048 (78,4%) |
| Афроамериканци    | 82 (7,4%)   | 158 (11,8%)   |
| Азијати           | 6 (0,5%)    | 7 (0,5%)      |
| Хиспаноамериканци | 13 (1,2%)   | 79 (5,9%)     |
| Укупно            | 1.109       | 1.337         |